# Odensvi landskommun, Småland
Odensvi landskommun var en tidigare kommun i Kalmar län.

## Administrativ historik
När 1862 års kommunalförordningar trädde i kraft inrättades i Sverige cirka 2 500 kommuner. Huvuddelen av dessa var landskommuner (baserade på den äldre sockenindelningen), vartill kom 89 städer och åtta köpingar. I Odensvi socken i Södra Tjusts härad i Småland inrättades då denna kommun.
Vid kommunreformen 1952 uppgick den i storkommunen Gamleby.
År 1971 uppgick Gamleby landskommun och detta område i Västerviks kommun.

## Politik

### Mandatfördelning i Odensvi landskommun 1942-1946
| 10 | 7 | 3 |

| 19 |

| 9 | 9 | 2 |

| 19 |